# Лаврёнов, Юрий Сергеевич
В Википедии есть статьи о других людях с такой фамилией, см. Лавренов

Ю́рий Серге́евич Лавренёв (род. 14 мая 1993, Соликамск, Пермская область, Россия) — российский хоккеист, игравший в составе клуба «Беркут», выступавшего в Казахской хоккейной лиге.

## Биография
Воспитанник хоккейных школ пермского «Молота-Прикамье» и кирово-чепецкой «Олимпии». Дебютировал в сезоне 2010/2011 в пермском «Октане» в Первой лиге.
В сезоне 2011/2012 представлял нижнекамский «Реактор», участвующий в Молодёжной хоккейной лиге (МХЛ), в следующем сезоне вернулся в «Октан», также вошедший в МХЛ, в январе 2013 года перешёл в состав клуба Казахской хоккейной лиги «Сарыарка-2» из Караганды, в последующее межсезонье переименованного в «Беркут».
Завершил карьеру в сезоне 2014/2015 в составе кирово-чепецкой «Олимпии» (МХЛ).